# Arago (U-Boot)
Die Arago (Q 86) war ein Unterseeboot der Brumaire-Klasse der französischen Marine; sie lief als zwölftes von 16 Booten der Klasse vom Stapel. Benannt war sie nach dem Astronomen und Physiker François Arago (1786–1853).

## Bau und technische Daten
Die Kiellegung des Boots erfolgte am 18. Januar 1909 im Marinearsenal Toulon, der Stapellauf am 29. Juni 1912. Das Boot war 52,15 m lang und 5,42 m breit und hatte bei Überwasserfahrt 3,19 m Tiefgang. Die Wasserverdrängung betrug 398 t über Wasser und 551 t unter Wasser. Zwei Sechszylinder-Viertakt-Schiffsdieselmotoren von MAN (gefertigt unter Lizenz von der Société des Moteurs Sabathé in Saint-Étienne) mit einer Gesamtleistung von 840 PS (618 kW) ermöglichten über zwei Schrauben eine Höchstgeschwindigkeit über Wasser von 13,5 kn; zwei Elektromotoren von der Compagnie Générale Électrique in Nancy mit zusammen 660 PS (485 kW) erlaubten bis zu 8,8 kn bei Unterwasserfahrt. Die Reichweite betrug aufgetaucht 1700 sm bei 10 kn Marschgeschwindigkeit, unter Wasser 84 sm bei 5 kn Marschgeschwindigkeit. Die getestete Tauchtiefe betrug 40 m.

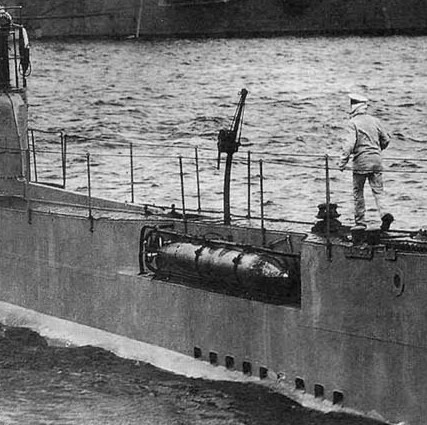
Torpedoaufhängung Typ Drzewiecki

Bewaffnet war das Boot mit acht 45-cm-Torpedos des Typs 1904; sie befanden sich in einem Torpedorohr im Bug (mit einem Ersatz-Torpedo im Boot), zwei in Einzelaufhängungen beiderseits des Turms sowie vier in Einzelaufhängungen des Drzewiecki-Typs seitlich des Rumpfs. 1916 kam ein 4,7-cm-Geschütz auf dem Achterdeck hinzu. Die Besatzung bestand aus zwei Offizieren und 27 Mann.

## Einsatzgeschichte
Die Arago wurde am 28. Juni 1913 in Dienst gestellt. Bei Beginn des Ersten Weltkriegs wurde das Boot von Toulon nach Bizerte verlegt, von wo aus es mehrere Patrouillenfahrten durchführte, anfangs und bis zum Kriegseintritt Italiens noch mehrheitlich im Tyrrhenischen Meer, dann im Ionischen und Adriatischen Meer bis zur Bucht von Kotor, um die Blockade der k. u. k. Kriegsmarine in der Adria zu unterstützen.
Nach dem Ende des Kriegs, den das Boot ausschließlich im Mittelmeer verbracht hatte, wurde es am 27. Oktober 1920 ausgemustert, aber seine Laufbahn war noch nicht beendet. Ab Oktober 1921 wurde es, entwaffnet und teilweise ausgeschlachtet, als schwimmendes Tor zum „darse des pétroliers“ (Dock der Tanker), dann ab Januar 1930 als schwimmende Barriere zum Schließen des „darse du parc à mazout“ (Dock am Tanklager) verwendet. Erst am 25. Juni 1931 wurde der Rumpf der ehemaligen Arago zum Abbruch an die Société de Matériel Naval du Midi in Toulon verkauft.